# Tibble, Torstuna socken
Tibble är en by i Torstuna socken, Enköpings kommun. Huvuddelen av byns åkermarker ligger i Gällbäckens dalgång som såväl västerut som österut avgränsas genom kuperad skogsmark. Tibble ligger centralt placerad på östra sluttningen ner mot Gällbäcken. Strax öster om byn passerar den väg som leder genom dalgången. 
Byn omtalas första gången i ett odaterat brev (DS 2818), troligen från 1331, då Torstuna kyrka ägde jord i Tibble. 1370 överlät kung Albrekt av Mecklenburg 2 1/2 penningland jord i Tibble till Sten Stensson (Bielke). 1448 och 1455 omnämns bönder i byn, och 1509 omtalas två bönder från Tibble som nämndemän vid Torstuna häradsrätt. 1538-1569 fanns 3 skattebönder och 1 kyrkobonde i Tibble.
Vid mitten av 1500-talet bestod Tibble av en solskiftad radby omfattande fyra gårdar om vardera ett mantal. Vid mitten av 1600-talet utgjorde byn tre skattehemman och ett kronohemman. Med indelningsverkets genomförande under slutet av 1600-talet blev kronohemmanet militärboställe. Vid tiden för laga skifte på 1840- och 1850-talet hade två av gårdarna delats så att byn då endast omfattade sex gårdar. Av dessa erhöll endast en gård utflyttningsskyldighet varför byn fortfarande uppvisar en tämligen intakt radbystruktur med mestadels 1800-talsbebyggelse.
Öster om byn, vid övergången till skogsmarken, ligger byns båda soldattorp.
I Tibble hölls under 1850-talet skola i en förhyrd lokal i byn. På 1860-talet uppfördes emellertid ett första skolhus på tomt avstyckad från militärbostället och år 1905 invigdes den skolbyggnaden som fortfarande finns kvar idag.